# Eugeni I
|  | Per a altres significats, vegeu «Eugeni I de Toledo». |

Eugeni I (Roma, ? - 657) fou un papa de Roma des del 10 d'agost de 654 fins a la seva mort. D'origen grec, va ser escollit papa el 654, mentre el seu antecessor Martí I era desterrat a Constantinoble per ser jutjat per la disputa sobre el monotelisme. Ni ell ni el clergat romà van oposar-se a l'emperador Constant II, per por de les represàlies. Però després va enviar una carta al patriarca ortodox de Constantinoble negant-se a acceptar la fe que volgués l'emperador romà d'Orient i va condemnar els abusos comesos contra el seu predecessor. Aquestes crítiques li haurien costat un destí similar al de Martí I si no hagués mort abans. Va prescriure que els clergues havien de guardar castedat tota la seva vida.

## Elecció inusual
Eugeni era un romà de l'Aventino, fill de Rufinianus. Va ser educat en el ministeri de l'Església i ja era un sacerdot d'edat avançada quan va esclatar una disputa entre el papat de Roma, que s'oposava als ensenyaments monotelites, i el govern imperial de Constantinoble, que li va donar suport. Com a resultat, el papa Martí I va ser deposat per l'emperador Constant II i endut de Roma el 18 de juny de 653, i finalment va acabar desterrat al Quersonès. Poc se sap del que va passar a Roma després de la marxa de Martí, però era habitual en aquells temps que la Santa Seu fos governada per l'arxipreste i l'ardiaca. Martí confiava que no li buscarien successor mentre visqués, però la cort imperial va exercir pressió sobre Roma a través de l'exarca de Ravenna. El 10 d'agost de 654, Eugeni va ser nomenat nou papa. Martí, encara que decebut, hi va accedir. El govern imperial creia que Eugeni seria cooperatiu i va ratificar la seva elecció.

## Pontificat
Com a papa, Eugeni va consagrar vint-i-un bisbes per a diferents parts del món i va rebre el jove Wilfrid amb motiu de la seva primera visita a Roma (c. 654).
Eugeni I va mostrar una deferència més gran que el seu predecessor pels desitjos de l'emperador i no es va posicionar públicament contra el monotelisme dels patriarques de Constantinoble. Un dels primers actes del nou papa va ser enviar legats a Constantinoble amb cartes a l'emperador Constant II informant-li de la seva elecció i professant la seva fe. Els legats van ser enganyats, o subornats, i de tornada van portar una carta sinodal del patriarca Pere de Constantinoble (656–666), mentre que l'enviat de l'emperador, que els acompanyava, portava ofrenes per Sant Pere i una petició de l'emperador que el papa entrés en comunió amb el patriarca de Constantinoble. La carta de Pere es va escriure un estil difícil i obscur evitant fer cap declaració específica sobre el nombre de "voluntats o operacions" en Crist. Quan el seu contingut es va llegir al clergat i a la gent de l'església de Santa Maria la Major l'any 656, no només van rebutjar la carta amb indignació, sinó que no van permetre que el papa abandonés la basílica fins que no li hagués promès que no ho acceptaria en cap cas.
Els oficials imperials estaven furiosos davant aquest dur rebuig dels desitjos de l'emperador i el patriarca. Constant va amenaçar amb disposar d'Eugeni de la mateixa manera que ell havia disposat de Martí, però estava preocupat per la defensa de l'imperi de les conquestes musulmanes.

## Mort i llegat
Eugeni I va morir el 2 de juny de 657, abans que Constant II pogués actuar contra ell. Va ser enterrat a l'Antiga Basílica de Sant Pere. Va ser aclamat sant, el seu dia era el 2 de juny. És commemorat com el patró i homònim de la catedral de Sant Eugeni a la diòcesi de Santa Rosa a Califòrnia.